# La Dame au collier de perles
La Dame au collier de perles (Vrouw met parelsnoer) est un tableau de Johannes Vermeer peint en 1664, exposé au Staatliche Museen Preussischer Kulturbesitz, dans la Gemäldegalerie de Berlin (huile sur toile, 55 × 45 cm).

## Description
Le tableau représente une femme devant son miroir, en train de mettre un collier de perles. Elle porte une veste de satin jaune bordée de fourrure d'hermine que l'on retrouve sur quatre autres tableaux du peintre, (Jeune femme écrivant une lettre, La Femme au luth, La Maîtresse et la Servante et Une femme jouant de la guitare.)
Devant elle est installée une table, recouverte de divers objets de beauté, et sur le coin gauche, une nappe est négligemment posée à côté d'un vase.
La lumière du jour entre par la fenêtre et vient directement raviver les couleurs du satin jaune, et faire étinceler les perles.

## Adaptation
Le roman de Tracy Chevalier, La Jeune Fille à la perle (publié en 1999), raconte l'histoire d'une jeune servante qui est employée par le peintre et qui s'en éprend. La femme représentée sur le tableau serait l'épouse de Pieter Van Ruijven, mécène de Vermeer, portant le manteau de satin et les perles (collier et boucles d'oreille) de Catharina, la femme du peintre. Les boucles d'oreilles seraient les mêmes que celles portées par la jeune fille du tableau La Jeune Fille à la perle.